# Cynortoides
Genre
Cynortoides est un genre d'opilions laniatores de la famille des Cosmetidae.

## Distribution
Les espèces de ce genre se rencontrent aux Antilles, au Mexique et au Venezuela.

## Liste des espèces
Selon World Catalogue of Opiliones (17/07/2021) :
- Cynortoides albiadspersa Goodnight & Goodnight, 1946
- Cynortoides caraibica (Sørensen, 1932)
- Cynortoides cubana (Banks, 1909)
- Cynortoides lateralis Roewer, 1947
- Cynortoides marginata Goodnight & Goodnight, 1942
- Cynortoides quadrispinosa Goodnight & Goodnight, 1942
- Cynortoides roeweri (Henriksen, 1932)
- Cynortoides v-album (Simon, 1879)

## Publication originale
- Roewer, 1912 : « Die Familie der Cosmetiden der Opiliones-Laniatores. » Archiv für Naturgeschichte, vol. 78, no 10, p. 1–122 (texte intégral).